# Psychotria pilifera
Psychotria pilifera är en måreväxtart som beskrevs av John Hutchinson. Psychotria pilifera ingår i släktet Psychotria och familjen måreväxter. Inga underarter finns listade i Catalogue of Life.